# Venom (band)
 For alternative betydninger, se Venom. (Se også artikler, som begynder med Venom)
Venom er et black metal-band der blev stiftet i 1979 i Newcastle i England og er stærkt inspireret af Motörhead og Kiss.
Venom albumdebuterede i 1981 med Welcome To Hell og året efter udsendte de albummet Black Metal, der lagde navn til en hel genre og gjorde gruppen til rollemodeller for en hel generation af heavygruppper – bl.a. Slayer ser sig selv som Venom-disciple.
Op igennem 80'erne var der en del udskiftninger i gruppen, hvilket kunne høres på kvaliteten i denne periode. I 1996 var det originale line-up med Conrad Lant, Jeff Dunn og Tony Bray dog atter samlet på minde-albummet 'Venom' 96'.

## Historie

### De tidlige år (1978-1981)
Venoms oprindelige musikerbesætning kom fra tre forskellige bands: Guillotine, Oberon og Dwarf Star. Guillotine havde oprindeligt Jeffrey Dunn og Dave Rutherford på guitar, Dean Hewitt på bas, Chris Mercaters på trommer og Dave Blackman som vokalist. De to sidstnævnte blev skiftet ud med Oberons trommeslager Anthony Bray og vokalist Clive Archer, og kort tid efter overtog Alan Winston rollen som bassist. Omkring dette tidspunkt opstod navnet Venom. I efteråret 1979 blev Dave Rutherford afløst af Conrad Lant, der kom fra bandene Dwarf Star og Album Graecum. Senere skiftede Lant til bas, da Winston forlod bandet.
Det band, der var ved at blive dannet fandt primært inspiration i bands som Black Sabbath, Judas Priest, Motörhead og Kiss. Desuden har Venom sagt at Queen, The Who, Deep Purple, Sex Pistols, Van Halen, The Tubes og The Rolling Stones også har været inspirationskilder.
Venoms tekster havde ofte henvisninger til satanisme, og medlemmer fik kunstnernavne. Archer kaldte sig "Jesus Christ", Lant "Mr. Cronos", Bray "Tony Abaddon" og Dunn "Jeff Mantas".
I april 1980 indspillede Venom tre sange: "Angel Dust", "Raise the Dead" og "Red Light Fever". Snart herefter blev yderligere seks numre indspillet for kun £50,[kilde mangler] hvor Lant sang på "Live Like an Angel". Det varede ikke længe før Archer forlod bandet, og Venom blev således en trio.

### Den klassiske besætning (1981-1986)
Venoms debutsingle "In League with Satan"/"Live Like an Angel" blev udgivet af Neat Records i 1981, og senere samme år udkom debutalbumemt Welcome to Hell.
På trods af den primitive indspilningsteknik og den til tider usikre musikalitet var Welcome to Hell stadig en tour de force på denne periode. Venoms musik var hurtigere og mere disharmonisk end de fleste samtidige heavy metal-bands, og selvom satanisme og lignende temaer havde været taget op i metalmusik før, havde det aldrig været så iøjnefaldende. Lant er blevet citeret for at sige at hans lovprisning af de mørke temaer var inspireret af den følelse at skulle overgå musikere som Ozzy Osbourne, som ville synge om ondskab og mørke figurer og derefter ødelægge det hele ved at sige "Oh, no, no, please, God help me!" – en henvisning til den første sang på Black Sabbaths debutalbum.
Bandets andet album, Black Metal fra 1982, anses for at være en af de største indflydelser på udviklingen af black metal, thrash metal, dødsmetal og andre former for ekstremmetal. Mange af de elementer, der definerer disse genrer ses første gang i Lants tekster og sangtitler, hans særegne syngestil og Dunns guitarriffs og -soloer. Selvom de senere ville blive anset for at være vigtige albums, solgte ingen af Venoms to første albums særligt godt lige efter udgivelsen, og mens andre ligemænd indenfor britisk metalmusik havde fundet en vis grad af popularitet eller anmelderroser, anså anmelderne stadig Venom som en "klovnetrio".
I et forsøg på at bevise sin status som professionelle musikere indspillede Venom At War with Satan i 1984. På første side af LP'en fandt man det monumentale 20-minutter-lange titelnummer, mens B-siden fokuserede på tre-minutter-lange sange i højt tempo, som Venom var kendt for. I 1985 udgav Venom sit fjerde album, Possessed, der ikke var lige så vellykket som de tidligere albums. Herefter forlod Dunn bandet for at forsøge sig med en solo-karriere.

### Ændringer i besætningen og Lants afsked (1987-1996)
De to guitarister Mike Hickey og Jim Clare blev ansat som erstating for Dunn. Bandets tredje album, Calm Before the Strorm fra 1987, bevægede sig væk fra de sataniske emner til fordel for en mere Tolkien-lignende materiale i "Swords and sorcery"-stil. Dette var endnu mindre succesfuldt end Possessed og Lant, Clare og Hickey valgte alle at efterlade Venom efter den efterfølgende turne. Disse tre musikere dannede herefter Lants solo-projekt Cronos (band).
Bray var nu det eneste bandmedlem tilbage, men han fik ved hjælp af de allerede optagede, men uudgivne Deadline-demobånd overtalt Music for Nations til at udgive et nyt Venom-album på Under One Flag-pladeselskabet. I 1988 tilbød Bray rollen som vokalist og bassist til Tony Dolan fra Atomkraft. Bray og Dolan skrev nyt sangmateriale inden Dunn vendte tilbage til bandet sammen med rytmeguitaristen Al Barnes. Sammen indspillede de Prime Fear (1989), Tear Your Soul Apart (1990) og Temples of Ice (1991). Herefter forlod Barnes bandet og blev erstattet af Steve White fra Atomkraft. I 1992 udgav de albummet The Waste Lands; men uden succes. Nu nægtede Music for Nations at udgive flere Venom-albums, hvorfor Dunn og Dolan forlod bandet, så det reelt blev opløst. Bray fortsatte med at udgive opsamlings- og live-album frem til 1995.

### Genforening (1995-1999)
I 1995 gendannede Lant, Bray og Dunn den "klassiske" Venom-besætning og var hovednavn på Waldrock Festival den 24. juni samme år. De indspillede og udgav selv EP'en Venom '96, der bestod af fire genindspilninger og en enkelt ny sang, hvilket medførte en kontrakt med SPV. Næste år, 1997, udkom albummet Cast in Stone, der både havde nyt materiale og genindspilninger af populære sange fra begyndelsen af 80'erne.

### Nyere begivenheder (1990-nu)
Bray forlod Venom i 1999 og blev udskiftet med Lants bror Anthony "Antton" Lant. Denne nye besætning udgav Resurrected i 2000 gennem SPV. Men i 2002 forlod Dunn igen bandet, hvorfor Hickey endnu en gang blev medlem. I slutningen af 2005 udgav Venom et 4-disc bokssæt, der dækkede over hele bandets karriere. Med i bokssættet var en eksklusiv mini-plakat fra bandets europæiske syv-dages turne med Metallica, en 60-siders bog med billeder og interviews og en sporliste bestående af deres bedst kendte sange og sjældne liveoptagelser, demoer og kasserede optagelser. Denne bandbesætning udgav desuden albummet Metal Black.
Hickey blev afløst af guitaristen La Rage i 2007, og denne nye musikerbesætning udgav albummet Hell (Venom-album) det efterfølgende år. Derefter forlod Antton Lant gruppen for at koncentrere sig om sit band DEF-CON-ONE. Han blev erstattet af trommeslageren Danny "Dante" Needham. Det nye Venom udgav Fallen Angels den 28. november 2011.

## Genre
Da Venom var en af de første ekstremmetal-bands og har haft indflydelse på thrash metal, black metal, dødsmetal og andre former for ekstremmetal, har den præcise genrebetegnelse for bandets musik været omdiskuteret. Pressen har grupperet Venom under flere forskellige genrer, hvor de mest brugte er black metal, thrash metal, og speed metal.

## Eftermæle og indflydelse
Welcome to Hell inspirerede "bogstavelig talt tusinder" af band. Venoms musik var med til at forme udviklingen af mange thrash metal-bands, specielt "De fire store" (der også blev indflydelsesrige selv): Metallica, Slayer, Anthrax og Megadeth. Venom ville også få meget stor betydning black metal og endda den tidlige dødsmetal-scene, hvor talrige bands kopierede stil, temaer og fremtræden fra bandet – eksempelvis det schweitziske Hellhammer, der også var en af pionererne indenfor genren.
Venom brugte ofte sataniske og andre "onde" temaer i sine sange, men Bradley Torreano har udtalt, at Venom ofte har ment det humoristisk og ironisk, men at fans og andre musikere nogle gange har overset ironien. Torreano tilføjer, at Venom "fangede opmærksomheden hos både metalfans og punkere; bandet blev efterlignet af de førstnævnte og ophøjet til camp-ikoner af de sidstnævnte."
Selvom de ikke kom med på MTV's liste over de ti bedste heavy metal-bands, var Venom blandt listens "honorable mentions".

## Kritik
Selvom mange fans og musikere ser Venom som et vigtigt band, har deres musik alligevel blevet kritiseret og diskuteret. Anmelderen Eduardo Rivadavia fra Allmusic skriver, at selvom Welcome to Hell inspirerede "bogstavelig talt tusinder" af bands, blev Venom hånet af anmelderne Anmelderen James Christopher Monger mener, at Venom "udviklede sig som musikere" gennem deres karriere, og etnografen Keith Kahn-Harris argumenterer for, at Venoms begrænsede tekniske færdigheder rent musikalsk – specielt i begyndelsen af karrieren – var en markant, men samtidig utilsigtet faktor i forbindelse med Venoms senere indflydelse på metalmusikken: da Venom ikke kunne efterligne deres teknisk dygtigere forgængere eller ligemænd, valgte de at fokusere helt på tempo, hvorfor de skabte en musik, der var inspireret af tidligere metalmusik, og samtidig banede nye veje.
I sin dagbog over Black Flags turneer, skrev sangeren Henry Rollins om en koncert i 1986, hvor Black Flag var opvarmningsband for Venom. Han mener, at Venom var hylende morsomme med deres middelmådige måde at spille på instrumenterne og en optræden, der fokuserede mere på fremtræden end musik; Rollins påstod, at bandet brugte blæsere for at få deres hår til at flagre, mens de var på scenen. Rollins skrev: "Det var som at se Spinal Tap...Jeg forventede, at de hvert øjeblik ville begynde at spille "Sex Farm". Rollins skriver, at han og nogle turnekammerater tegnede pentagrammer på hænderne med en sprittusch, som de kunne vise til Venom og tilbyde at lave "Ave Satani"-honnør. Til deres sidste nummer bad Venom publikum om at råbe, hvad Rollins troede var "Black Funky Metal", hvilket for et øjeblik fik Rollins til at tro, at han havde overset Venoms humor, indtil han fandt ud af, at de rent faktisk råbte "Black Fucking Metal".

## Medlemmer
- Conrad "Cronos" Lant – Vokal/bas
- Rage – Guitar
- Danny "Dante" Needham – Trommer

### Tidligere medlemmer

#### Guitarister
- Mantas
- Jimmy Clare
- Mykus
- Al Barnes
- War Maniac

#### Trommeslagere
- Abaddon
- Antton

#### Vokalister
- Jesus Christ
- Demolition Man

#### Bassister
- Alan Winston

## Diskografi

### Studiealbum
- 1981: Welcome to Hell
- 1982: Black Metal
- 1983: At War With Satan
- 1985: Possessed
- 1987: Calm Before the Storm
- 1989: Prime Evil
- 1991: Temples of Ice
- 1992: The Waste Lands
- 1997: Cast in Stone
- 2000: Resurrection
- 2006: Metal Black
- 2008: Hell
- 2011: Fallen Angels
- 2015: From the Very Depths
- 2018: Storm the Gates

### Video/DVD
- 1982: " ( At War with Satan / The Book of Armageddon ) "live video-ep sep. '82
- 1984: The 7th Date Of Hell - Live At Hammersmith Odeon
- 1985: Live From London